# One Hot Minute
One Hot Minute is een album van de Red Hot Chili Peppers uit 1995.
Op dit album speelde Dave Navarro van Jane's Addiction gitaar. Hij verving John Frusciante, die de Peppers in 1992 verlaten had wegens drugsproblemen. Op de voorgaande albums werden de teksten vooral geschreven door zanger Anthony Kiedis, op One Hot Minute schreef bassist Flea actief mee. Ook speelt Flea een solonummer met alleen bas en zang op het album, Pea. Het verslavingsleed dat Kiedis met zich meedraagt is te zien aan de teksten van bijvoorbeeld Warped en Aeroplane. Tearjerker is een 'ode' aan de toen pas overleden Kurt Cobain van de Amerikaanse band Nirvana, die een sterke relatie had met de bandleden van Red Hot Chili Peppers. Het nummer Transcending gaat over het verlies van een andere goede vriend van de band, de acteur River Phoenix, die een dag voor Anthony's verjaardag overleed aan een drugcocktail.

## Tracklist
- 1. Warped (5:04)
- 2. Aeroplane (4:45)
- 3. Deep Kick (6:33)
- 4. My Friends (4:02)
- 5. Coffee Shop (3:08)
- 6. Pea (1:47)
- 7. One Big Mob (6:02)
- 8. Walkabout (5:07)
- 9. Tearjerker (4:19)
- 10. One Hot Minute (6:23)
- 11. Falling Into Grace (3:48)
- 12. Shallow Be Thy Game (4:34)
- 13. Transcending (5:46)